# Pieve a Salti
Pieve a Salti (già Santa Maria in Salto) è una località del comune italiano di Montalcino, nella provincia di Siena, in Toscana.
L'abitato di Pieve a Salti sorge lungo la strada provinciale 17, nei pressi della confluenza di quest'ultima nella Traversa dei Monti. Il borgo deve il suo toponimo o all'antica presenza di un bosco nei pressi della chiesa, o ad un antico centro dell'epoca romana.

## Monumenti e luoghi d'interesse
L'edificio religioso del borgo è dedicato alla Natività della Beata Vergine Maria ed è costituito da un'unica aula coperta con soffitto a capriate lignee; citato per la prima volta in alcuni documenti del 715, ha successivamente subito diverse modifiche, tra le quali l'inversione dell'orientamento rispetto a quello originario, con l'apertura dell'odierna facciata nell'originaria parete di fondo.
La località di Pieve a Salti è servita da un proprio cimitero.

## Infrastrutture e trasporti
La strada bianca di Pieve a Salti (strada provinciale 75) collega San Giovanni d'Asso a Buonconvento, congiungendosi alla strada provinciale 14 Traversa dei Monti nel tratto tra il paese e Torrenieri. Il percorso interessa il territorio delle Crete Senesi compreso tra la valle dell'Asso e la valle dell'Ombrone, caratterizzato da una natura rimasta pressoché incontaminata. Lungo il percorso si incontrano gli abitati di Pieve a Salti, nel comune di Montalcino, e Percenna, nel territorio di Buonconvento.